# Mama Ocllo

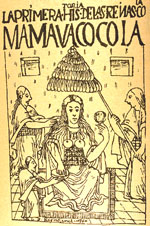
Mama Ocllo nel disegno di Felipe Guaman Poma de Ayala

Nella mitologia inca Mama Ocllo veniva definita "la madre" ed era considerata la dea della fertilità. Si credeva fosse stata la moglie dell'imperatore Manco Cápac.

## Miti
Secondo la leggenda riportata da Garcilaso de la Vega, era la figlia di Inti, il dio del sole, e insieme a Manco Cápac avrebbe fondato la città di Cuzco. Secondo un altro mito, invece, Mama Ocllo sarebbe stata la figlia di Viracocha e Mama Cocha.

## Il nome
In lingua quechua il suo nome viene scritto come Mama Uqllu, ma esistono anche varie trascrizioni alternative, tra cui: Mama Ocllo e Mama Ogllo. Sfortunatamente, però, sono nate diverse varianti del nome, come Mama Oello, Mama Oella, Mama Oullo e Mama Occlo.